# Tri khách
Tri khách (zh. 知客, ja. shika) là người lo tiếp khách. Đây một chức vị quan trọng trong một Thiền viện, còn được gọi là Điển khách hoặc Điển tân.
Tại Nhật, Tri khách thường là vị Trưởng lão quản lý thiền viện. Tri khách ở đây thường là một vị đã tiến xa trên Phật đạo, có khả năng thay thế vị Lão sư (ja. rōshi) để dạy chúng. Tri khách chính là người trắc nghiệm những thiền sinh mới đến xem họ có đủ khả năng, tư cách để học với vị trụ trì hay không.